# Nanhaipotamon wupingense
Nanhaipotamon wupingense is een krabbensoort uit de familie van de Potamidae. De wetenschappelijke naam van de soort is voor het eerst geldig gepubliceerd in 2003 door Cheng, Yang, Zhong & Li.